# Euphitrea
Euphitrea es un género de escarabajos de la familia Chrysomelidae. El género fue descrito científicamente primero por Baly en 1875. Esta es una lista de especies perteneciente a este género:
- Euphitrea antennata Yong Zhang,, 2006
- Euphitrea bhutanica Medvedev, 1992
- Euphitrea cheni Yong Zhang,, 2006
- Euphitrea chinensis Medvedev, 1999
- Euphitrea costata Chen & Wang, 1980
- Euphitrea cribripennis Chen & Wang, 1980
- Euphitrea doeberli Warchalowski, 1998
- Euphitrea grossa Medvedev, 1999
- Euphitrea hainana Yong Zhang,, 2006
- Euphitrea laticostata Chen & Wang, 1980
- Euphitrea mandibula Wang & Zhang in Yong Zhang,, 2006
- Euphitrea omeia Yong Zhang,, 2006
- Euphitrea quadrimaculata Medvedev, 1999
- Euphitrea ruficollis Medvedev, 1999
- Euphitrea rufipes Chen & Wang, 1980
- Euphitrea rufomarginata Wang, 1992
- Euphitrea shapaensis Medvedev, 1999
- Euphitrea subregularis Chen & Wang, 1980
- Euphitrea taiwana Kimoto, 1991
- Euphitrea xia Chen & Wang, 1981